# Aleksandr Odoevskij
Aleksandr Ivanovič Odoevskij (San Pietroburgo, 8 dicembre 1802 – 27 agosto 1839) è stato un poeta, scrittore e rivoluzionario russo. Uno dei protagonisti dell'insurrezione decabrista del 1825, fu perciò condannato a dodici anni di lavori forzati e deportato in Siberia; nel 1837 fu quindi inviato come soldato semplice nel Caucaso, dove morì nel 1839.

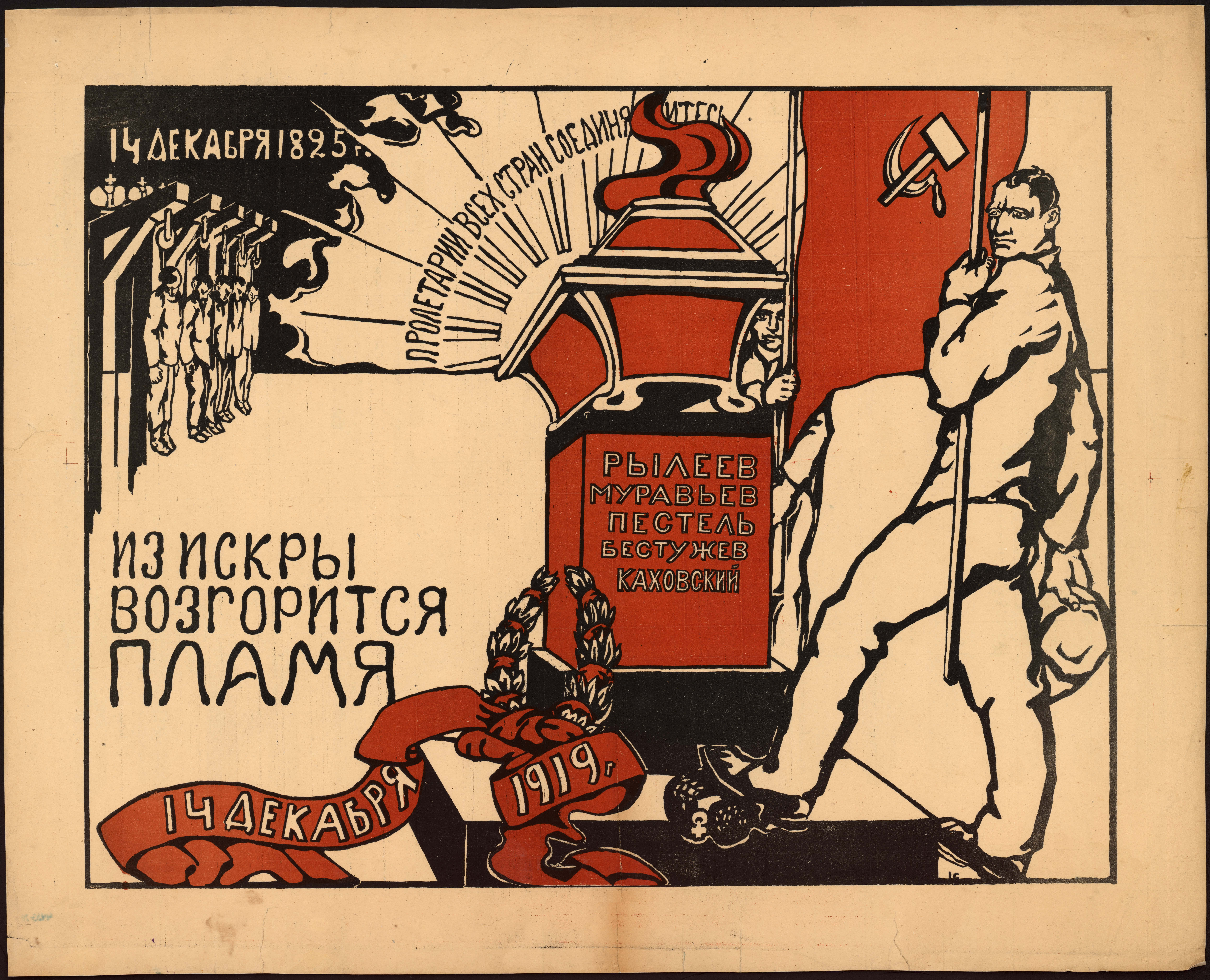
Manifesto sovietico del 1919 in memoria dell'insurrezione decabrista riportante il verso di Odoevskij «dalla scintilla scaturirà la fiamma».

Uno dei suoi versi, «dalla scintilla scaturirà la fiamma» (Из искры возгорится пламя), in risposta a una poesia di Aleksandr Sergeevič Puškin a sostegno dei decabristi deportati, diventò uno degli slogan più celebri del movimento rivoluzionario russo, oltre che il sottotitolo del giornale Iskra (in russo, appunto, «scintilla»), organo ufficiale del Partito Operaio Socialdemocratico Russo fondato da Lenin nel 1900.